# RASA1
فعال‌کنندهٔ شمارهٔ ۱ پروتئین (انگلیسی: RAS p21 protein activator 1) یک پروتئین سیتوزولی است که در انسان توسط ژن «RASA1» کُدگذاری می‌شود و دو نقش مهم دارد:
- غیرفعال کردنِ Ras از فرمِ فعالِ متصل به گوانوزین تری‌فسفات آن به شکل غیرفعالِ متصل به گوانوزین دی‌فسفات از طریق تحریک فعالیت جی‌تی‌پی‌آز درون‌زاد Ras در دومین GAP واقع در ریشهٔ کربوکسیل آن
- ارسال سیگنال میتوژنیک به پروتئین‌های تعامل‌کننده با آن از طریق دومین SH2-SH3-SH2 واقع در ریشهٔ آمینی

این پروتئین با هانتینگتین و گیرنده فاکتور رشد ۱ شبه‌انسولین، تعامل پروتئین-پروتئین دارد.

## برای مطالعهٔ بیشتر
- Tocque B, Delumeau I, Parker F,  et al. (1997). "Ras-GTPase activating protein (GAP): a putative effector for Ras". Cell. Signal. 9 (2): 153–8. doi:10.1016/S0898-6568(96)00135-0. PMID 9113414.
- Boon LM, Mulliken JB, Vikkula M (2005). "RASA1: variable phenotype with capillary and arteriovenous malformations". Curr. Opin. Genet. Dev. 15 (3): 265–9. doi:10.1016/j.gde.2005.03.004. PMID 15917201.

}}